# Jean Ier Cicéron de Brandebourg
Jean Ier Cicéron (en allemand : Johann Cicero), né le 2 août 1455 à Ansbach et mort le 9 janvier 1499 au château d'Arneburg, est le fils de l'électeur Albert III Achille de Brandebourg. Il est électeur de Brandebourg de 1486 jusqu'à sa mort, le quatrième souverain du margraviat issu de la famille des Hohenzollern.

## Biographie
Fils aîné d'Albert III Achille, électeur de Brandebourg depuis 1471, et de sa première épouse Marguerite (1431-1457), fille du margrave Jacques Ier de Bade et de Catherine de Lorraine, Jean Ier devient prince-électeur à la mort de son père le 11 mars 1486. Le jeune prince vivait dans les États des Hohenzollern en Franconie jusqu'en 1466, date à laquelle son oncle Frédéric II le fait venir au Brandebourg où il participe à la guerre de Succession de Stettin contre les ducs de Poméranie. Son père Albert Achille le nomme régent dès 1473, lui-même préférant demeurer dans les pays héréditaires de la famille situées plus au sud. Jean Ier est ainsi le premier Hohenzollern à résider vraiment dans le Brandebourg.
Lors de son accession au trône, en 1486, il confirme les privilèges des villes-sœurs de Berlin et Cölln. Il en fait son lieu de résidence ; c'est de là que Berlin tire son statut de capitale. En 1488, il introduit l'impôt sur la bière dans son État, créant ainsi un précédent pour l'introduction d'impôts indirects.
Grâce à une habile diplomatie, Jean Ier Cicéron acquiert la seigneurie de Zossen, une ville située à la frontière avec la Basse-Lusace au sud de Berlin, ainsi que le droit de succession sur la Poméranie.
Lorsque Jean Ier Cicéron de Brandebourg meurt au château d'Arneburg dans l'Altmark le 9 janvier 1499, son fils Joachim Ier Nestor lui succède. Jean Ier est inhumé dans l'abbaye de Lehnin ; son petit-fils Joachim II Hector fait transférer sa dépouille mortelle en la cathédrale de Berlin.
Longtemps après sa mort, Jean Ier reçoit son surnomen référence à l'orateur romain Cicéron. Ce serait dû à sa maîtrise de la langue latine.

## Famille

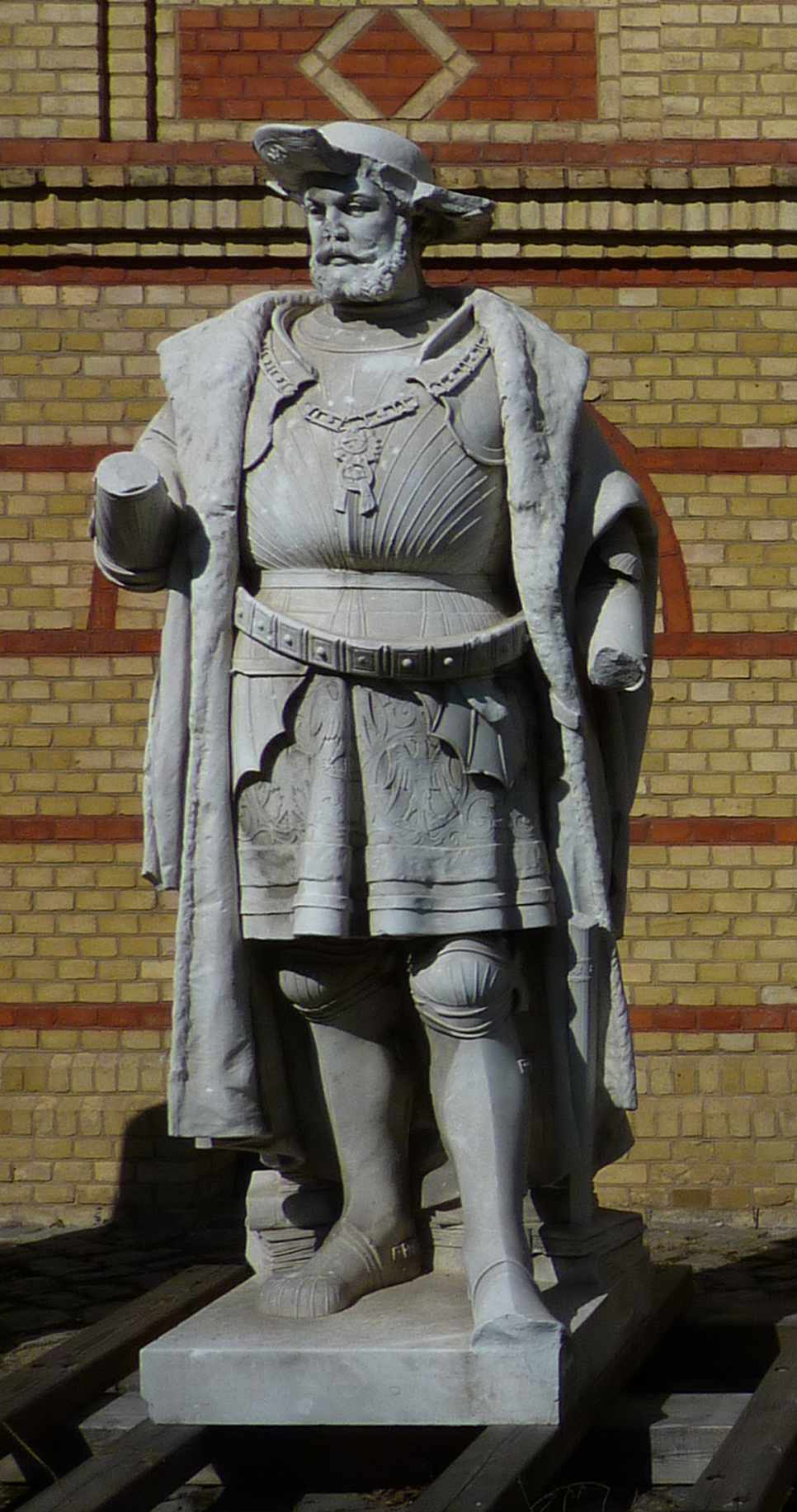
Restes du monument de l'allée de la Victoire (aujourd'hui disparu), autrefois au Tiergarten, représentant Jean-Cicéron, par Albert Manthe.

### Généalogie
Jean Ier Cicéron de Brandebourg appartient à la première branche de la maison de Hohenzollern. Le titre de prince-électeur fut rattaché au titre du roi en Prusse en 1701. Il est l'ascendant de l'actuel chef de l'ancienne maison impériale d'Allemagne, le prince Georges-Frédéric de Prusse.

### Mariage et descendance
Le 21 août 1476, Jean Ier Cicéron de Brandebourg épouse Marguerite de Thuringe, issue de la maison de Wettin, fille du landgrave Guillaume II de Thuringe et d'Anne d'Autriche.
Sept enfants sont nés de cette union :
- Jacques de Brandebourg (1482-1482)
- Joachim Ier Nestor, électeur de Brandebourg ;
- Élisabeth de Brandebourg (1486-1486) ;
- Anne de Brandebourg (1487-1514), en 1502, elle épouse Frédéric Ier de Danemark (1471-1533) ;
- Ursula de Brandebourg (1488-1510), en 1507, elle épouse le duc Henri V de Mecklembourg-Schwerin (†1552) ;
- Albert de Brandebourg (1490-1545), il est cardinal et archevêque-électeur de Mayence, archevêque de Magdebourg.